# Polyommatus escheri
The Escher's Blue (Polyommatus escheri) là một loài bướm ngày thuộc họ Lycaenidae. Loài này có ở Southern châu Âu và Maroc.
Chiều dài cánh trước là 17–19 mm. Chúng bay từ tháng 5 đến tháng 8.
Ấu trùng ăn Astragalus species và possibly Sainfoin.

## Hình ảnh

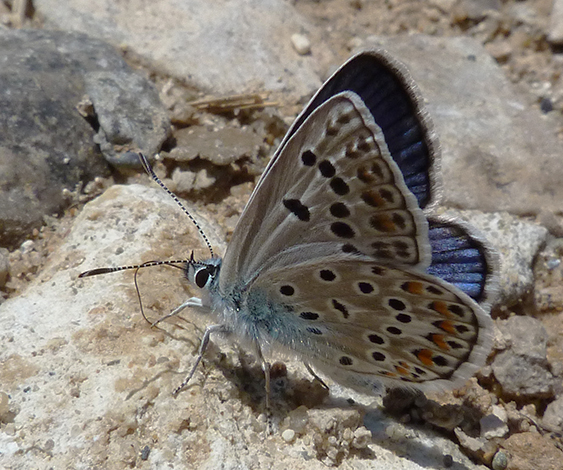